# 岡村譽
岡村譽（2005年5月9日—）東京都出身，隸屬演藝經紀公司UP-FRONT AGENCY，日本女子偶像團體「早安少女組。」第十五期成員。血型A型，身高168公分為在籍成員之冠(剛加入時是158公分)，個人代表色為雛菊黃。

## 個人簡歷
- 加入早安少女組。之前曾經擔任過模特兒及拍過廣告。

2019年
- 與同樣參加「早安少女組。'19 LOVE Audition」甄選合格的北川莉央以及從Hello! Pro研修生北海道中昇格的山﨑愛生一同成為早安少女組。'19的第十五期新成員。
- 6月22日，Up-Front Agency透過網路直播宣布其成為早安少女組。'19第十五期成員之一。
- 8月30日，腰部感到疼痛，經醫生診斷為"腰椎間關節損傷"，預計要休養兩週。
- 9月10日，於官方部落格上表示自己已歸隊參與演唱會彩排。

2020年
- 1月22日，以早安少女組。'19的成員身分推出單曲「KOKORO&KARADA / LOVE PEDIA / 人際關係No way way」正式出道。
- 7月10日，推出第一本寫真書《Homare》。

2021年
- 3月10日，被醫師診斷為"突發性重聽"，原本3月的行程都必須缺席。
- 6月3日，於官方部落格上表示自己會參與將於7月中開始的家族演唱會。

2022年
- 5月9日，推出第二本寫真書《HOMARE SEVENTEEN'S JOURNEY》。

2023年
- 1月18日，因頸背疼痛就醫，被診斷為"頸椎間盤突出"，預計要靜養治療兩週，在此期間都會坐著進行表演。

## 人物
- 有一個弟弟。
- 喜歡吃肉(尤其是牛舌，還因此獲得一個很滑稽的暱稱"ほまたん"(譽舌)。)與跳舞，興趣是收集文具與可愛的東西。
- 相當感性，致詞時常常哽咽或落淚。
- 憧憬的前輩為佐藤優樹。
- 深得前輩生田衣梨奈的疼愛，她常常說的『ほまたん優勝』已經變成粉絲的愛用詞。
- 喜歡的動漫角色人物為麵包超人中的藍精靈（コキンちゃん）。

## 外部連結
- モーニング娘。'19｜ハロー！プロジェクト オフィシャルサイト （页面存档备份，存于）
  - 岡村ほまれ｜ハロー！プロジェクト オフィシャルサイト （页面存档备份，存于）

1. ↑  .   [2019-07-12]. （原始内容存档于2019-07-12）.